# Борково (Мамонтовський район)
Борко́во (рос. Борково) — село у складі Мамонтовського району Алтайського краю, Росія. Входить до складу Покровської сільської ради.

## Населення
Населення — 3 особи (2010; 10 у 2002).
Національний склад (станом на 2002 рік):
- росіяни — 90 %